# Piotr Kmita (zm. 1409)
Piotr Kmita z Wiśnicza herbu Szreniawa (ur. w 1348, zm. w 1409) – wojewoda krakowski (1406–1409), sandomierski (1401–1406); kasztelan lubelski (1385–1401); starosta; sanocki (1391–1398), łęczycki i sieradzki.
Jego ojcem był Jan Kmita (ur. ok. 1330, zginął w 1376 w Krakowie) – starosta sieradzki, krakowski, generalny ruski, i Katarzyna Kmita.
Piotr Kmita był właścicielem Hyżnego terenów Dynowa, po jego śmierci odziedziczył je jego syn Piotr Lunak Kmita, który ożenił się Zofią Rzeszowską (1430–1448), i w 1429 roku wydał w Dynowie dokument dotyczący lokalizacji wsi Kąkolówka.
Z żoną Hanną miał dwóch synów: Mikołaj KmitaMikołaja z Wiśnicza i Dubiecka (od 1433 kasztelana przemyskiego, zm. 1447), który poślubił Małgorzatę Michałowską Kurozwęcką (córkę Mikołaj z MichałowaMikołaja z Michałowa zw. Białuchą), i Piotra Lunaka Kmitę – podczaszego sandomierskiego (zm. 1430 r.), ożenionego z Katarzyną Rzeszowską, oraz córkę Piechnę z Zarszyna, pierwszą żonę Krystyn II z Koziegłów (zm. 1437)Krystyna II z Koziegłów.
Jego wnukiem był Dobiesław Kmita i Jan Kmita – synowie Mikołaja Kmity kasztelana przemyskiego i Małgorzaty Michałowskiej Kurozwęckiej.
W 1401 roku był sygnatariuszem unii wileńsko-radomskiej.